# Léon Suys

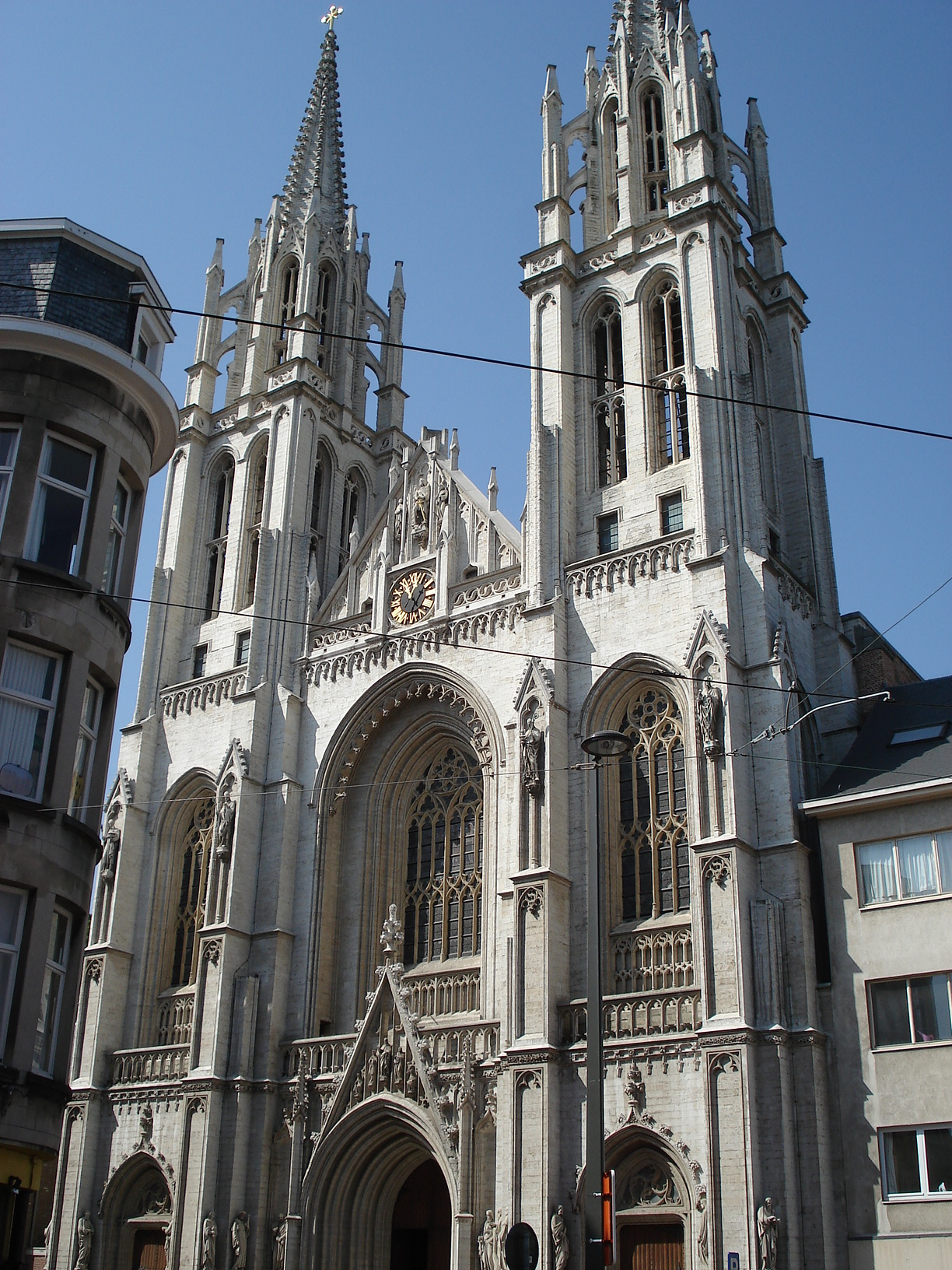
Antwerpen Sint-Joriskerk1 (1855).

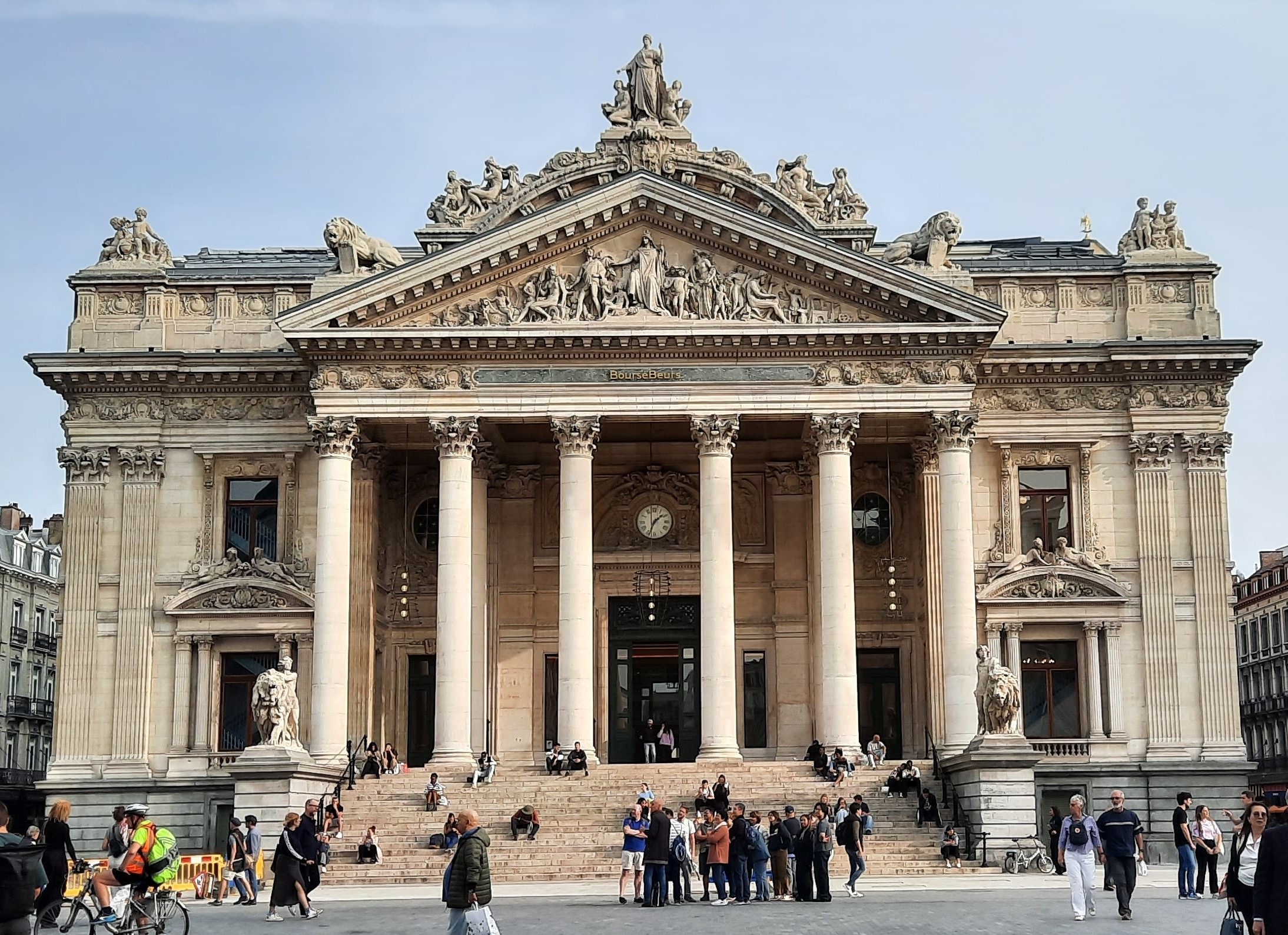
De Beurs van Brussel (1868-1873): een voorbeeld van de stijl "Second Empire" (Tweede Franse Keizerrijk).

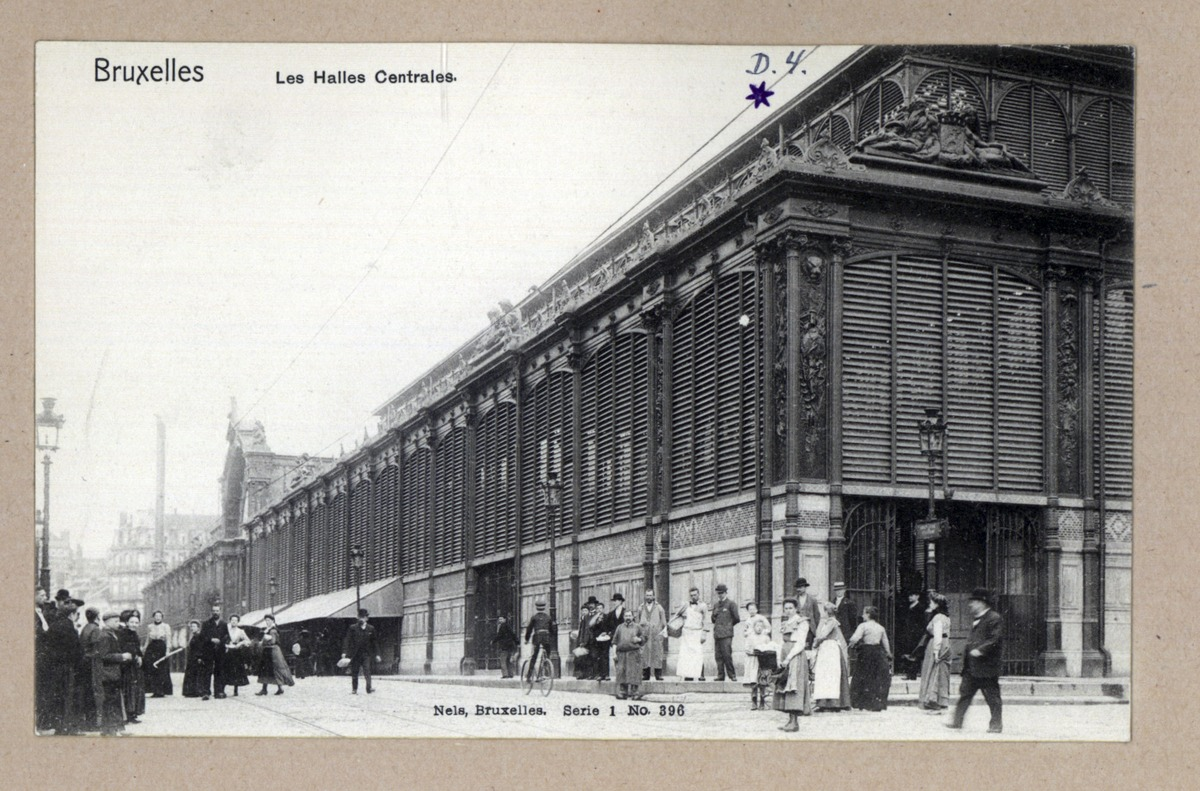
Centrale Hallen te Brussel (1871) in samenwerking met Edmond Le Graive.

Léon-Pierre Suys (Amsterdam, 14 juni 1823 - Elsene, 5 mei 1887) was een Belgische architect.

## Levensloop
Suys was de zoon van het Oostendse echtpaar Tilman-François Suys en Rosalie De Ridder. Hijzelf trouwde met Cornélie Borremans (1817-1893), weduwe van Lambert Nieuwenhuys.
Zijn vader was de architect van koning Leopold I van België, en de medestichter van de Koninklijke Commissie voor Monumenten en Landschappen, waarvan zijn vriend François-Joseph Navez ook lid was. Navez gebruikte de jonge Léon meerdere malen als model voor zijn schilderijen, waaronder Jeune garçon songeur (1831) en Léon Suys et ses deux sœurs.

## Architect
Onmiddellijk nadat hij was afgestudeerd, werd de loopbaan van Suys (wellicht met vaderlijke steun) op de goede banen gelanceerd.
Hij ontwierp onder meer:
- de neogotische Sint-Joriskerk in Antwerpen (1855)
- de Sint-Gilliskerk in Faiz-la-Seneffe (1856)
- de Sint-Jozefskerk in Brussel (1856), als eerbetoon bij de vijfentwintigste verjaardag van de Onafhankelijkheid
- het stadhuis en de meisjesschool van Nismes (1861)
- de restauratie van het Dordolokasteel in Lustin (1861)
- de kuuroordgebouwen in Spa (1866-1868)
- het administratiegebouw, Poincarélaan, voor de overwelving van de Zenne (1867)
- de Beurs van Brussel (1868-1873)
- het Hotel Mengelle in de Koningsstraat, een aanzienlijk neoklassiek complex, dat echter een halve eeuw later moest wijken voor een nieuw gebouw, ontworpen door architect Henri Van Dievoet en dat het Hotel Astoria werd
- de Centrale Hallen te Brussel (1871), met Edmond Le Graive

## Urbanist
Als architect was Suys vooral een epigoon van zijn vader. Hij was eigenlijk nog méér stedenbouwkundige en op dit terrein kon hij duidelijke en vernieuwende voorstellen doen. Hij ontwierp in 1865 de plannen voor de overwelving van de Zenne in Brussel-stad, wat een grote impact had op het stadsuitzicht. 
Als onderdeel hiervan ontwierp hij een nieuw stratenplan met moderne, brede boulevards omzoomd met enkele door hemzelf ontworpen monumentale openbare gebouwen, zoals de Beurs, de Centrale Hallen (afgebroken in 1956-1963) en de heropbouw van het Groot Spui in het zuiden van de stad. 
Suys werd begraven op de Begraafplaats van Laken.